# Rhynchina suttoni
Rhynchina suttoni là một loài bướm đêm trong họ Erebidae.